# Петті Маллен
Петті Маллен (англ. Patty Mullen) — американська модель та акторка. У серпні 1986 року Маллен стала «Кішечкою місяця» (Pet of the Month) журналу Penthouse, і пізніше у 1988 — «Кішечкою року» (Pet of the Year). Також відома головною роллю у фільмі «Франкеншльондра», та подвійною роллю у фільмі «Різанина у психлікарні».

## Фільмографія
| Рік  |   | Українська назва       | Оригінальна назва | Роль                                |
| ---- | - | ---------------------- | ----------------- | ----------------------------------- |
| 1987 | ф | Різанина у психлікарні | Doom Asylum       | Джуді ЛаРю / Кікі ЛаРю              |
| 1989 | с | Еквалайзер             | The Equalizer     | Тереза (Епізод: "Heart of Justice") |
| 1990 | ф | Франкеншльондра        | Frankenhooker     | Елізабет Шеллі                      |